# ソン・ワンギョン
ソン・ワンギョン (성완경、1966年6月25日~) は、大韓民国の声優である。1992年KBS23期公開採用声優としてデビューした。

## 出演作品

### アニメ
- 僕のヒーローアカデミア - (オールマイト)
- ナルト - (桃地再不斬)
- ミニフォース - (ナイン、ジェノス、キャプテンパワーマン)
- ONE PIECE - (スモーカー、ギルドテソロ)
- トリコ - (トリコ)
- 超ロボット生命体 トランスフォーマー プライム - (コンボイ)

### 劇場版
- マダガスカルシリーズ - (アレックス)
  - マダガスカル2
  - マダガスカル3
- ぼくらベアベアーズ ザ・ムービー - (トラウト)

### ゲーム
- Dota 2